# 司馬理英子
司馬理英子（しば りえこ）は、日本の精神科医。司馬クリニック院長。

## 人物・来歴
本名・松浦理英子。岡山大学医学部卒業、同大学院博士課程修了、1983年医学博士。1983年渡米。アメリカで4人の子どもを育てるかたわら、ADHDについて研鑽を積む。「のび太・ジャイアン症候群」の概念を提唱した。

## 著書
- 『のび太・ジャイアン症候群 いじめっ子、いじめられっ子は同じ心の病が原因だった 注意欠陥・多動性障害(ADHD)』主婦の友社, 1997.5
- 『ADHDこれで子どもが変わる (のび太・ジャイアン症候群 2) 主婦の友社, 1999.2
- 『ADHD子どもが輝く親と教師の接し方 (のび太・ジャイアン症候群 3)』主婦の友社, 2001.2
- 『家族のADHD・大人のADHDお母さんセラピー お母さんが楽に、元気に、ハッピーになる本 (のび太・ジャイアン症候群 5）』主婦の友社, 2005.1
- 『グズと上手につき合うコツ 「うっかり」「ぼんやり」「おっちょこちょい」な人がラクになる習慣術』すばる舎, 2010.1
- 『のび太・ジャイアン症候群 ADHD(注意欠陥・多動性障害』主婦の友社, 2010.11
- 『よくわかる大人のADHD(注意欠如/多動性障害)』主婦の友社, 2010.11
- 『「片づけられない!」「間に合わない!」がなくなる本 ADHDタイプの〈部屋〉〈時間〉〈仕事〉整理術』大和出版, 2010.8
- 『ADHD・アスペルガー症候群子育て実践対策集』主婦の友社, 2011.10
- 『「発達障害のわが子」と向き合う本 ADHD &アスペルガー症候群』大和出版, 2011.10
- 『ササッとわかる「大人のADHD」基礎知識と対処法』(見やすい・すぐわかる図解大安心シリーズ) 講談社, 2011.10
- 『どうして、他人(ひと)とうまくやれないの? アスペルガー・タイプの人間関係・仕事・生活術』大和出版, 2011.3
- 『シーン別アスペルガー会話メソッド 日本初!コミュニケーション力がぐんぐん身につく』主婦の友インフォス情報社, 2013.11
- 『アスペルガー・ADHD発達障害シーン別解決ブック』主婦の友社, 2014.1
- 『「母がストレス!」と思ったら読む本 依存・束縛・暴言…… 「アスペルガー母」への対処法』大和出版, 2014.9
- 『大人のアスペルガー自閉症スペクトラム障害ビジネスシーン別会話メソッド :コミュニケーション力ががぜん高まる』主婦の友インフォス情報社, 2015.11
- 『大人の発達障害〈アスペルガー症候群・ADHD〉シーン別解決ブック』主婦の友社, 2015.3
- 『真っ先に読むADHDの本 いじめられない仲間はずれにされない子に育てる』主婦の友社, 2015.3
- 『真っ先に読むアスペルガー症候群の本 いじめられない仲間はずれにされない子に育てる』主婦の友社, 2015.3
- 『大人のADHD』講談社+α文庫 2015.4
- 『「ADHD脳」と上手につき合う本 あなたのあらゆる困った!がなくなる』大和出版, 2015.8
- 『アスペルガー症候群・ADHD子育て実践対策集』主婦の友社, 2017.4
- 『ADHDタイプのあなたへ「片づけられない!」は"脳のクセ"に気づけばうまくいく』PHP研究所, 2017.8
- 『〈大人の発達障害〉アスペルガー症候群・ADHDを解決するコツがわかる本』主婦の友インフォス, 2018.3
- 『わたし、ADHDガール。恋と仕事で困ってます。』東洋館出版社, 2018.6
- 『よくわかる女性のアスペルガー症候群 人づきあいが苦手、空気が読めない、誤解されやすい』主婦の友社, 2019.1
- 『スマホをおいて、ぼくをハグして!〈発達障害〉気持ちが伝わる"かわいがる"子育て 『のび太・ジャイアン症候群』から20年』主婦の友社, 2019.11
- 『よくわかる女性のADHD 注意欠如・多動症』主婦の友社, 2020.3
- 『遊び・会話・家事で今こそ「家族のコミュニケーション力」アップ 「新しい生活様式」で家族がもっと仲よくなるために』主婦の友社, 2020.8
- 『ADHD注意欠如・多動症の本 本人も周囲も楽になりのびのび生きていける (育ちあう子育ての本) 主婦の友社, 2020.9
- 『ママのピンチを救う本 わが家はみんなADHD!? 夫が散らかす子どもが落ち着きがない私が片づけられない』主婦の友社, 2021.1

### 共著・監修
- 『ADHDとアスペルガー症候群 この誤解多き子どもたちをどう救うか (のび太・ジャイアン症候群 4)』加藤醇子,千谷史子共著. 主婦の友社, 2003.10
- 『ADHD注意欠陥・多動性障害の本 じょうずなつきあい方がわかる』監修. 主婦の友社, 2009.4
- 『「大人のADHD」のための段取り力』監修. 講談社, 2016.1
- 『マンガでわかる私って、ADHD脳!? 仕事&生活の「困った!」がなくなる』しおざき忍 漫画. 大和出版, 2017.2
- 『マンガでわかるもしかしてアスペルガー!? 大人の発達障害と向き合う』ふじいまさこ マンガ. 主婦の友社, 2018.1
- 『「大人のADHD」のための片づけ力』監修. 講談社, 2018.4
- 『ADHDの人の「やる気」マネジメント 「先延ばしグセ」を「すぐやる」にかえる!』監修. 講談社, 2020.2

翻訳
- エドワード・M.ハロウェル, ジョン・J.レイティー『へんてこな贈り物 誤解されやすいあなたに 注意欠陥・多動性障害とのつきあい方』インターメディカル, 1998.12